# Museo d'arte moderna e contemporanea di Atzara
Il Museo d'arte moderna e contemporanea di Atzara o Pinacoteca comunale Antonio Ortiz Echagüe, è un museo della Sardegna, situato ad Atzara, cittadina in provincia di Nuoro.
Contiene opere che vanno dall'ultimo decennio del 1800 ai giorni nostri.

## Origini
Il Museo nasce da un'idea congiunta del Comune di Atzara e il pittore atzarese Antonio Corriga, uno dei più importanti artisti sardi contemporanei già allievo di Figari, al fine di trovare una giusta collocazione alla storia dei pittori che a vario titolo soggiornarono ad Atzara nel passato.
La nascita della pinacoteca si può così ricollegare alle vicende del primo Novecento, quando giunsero ad Atzara i pittori costumbristi spagnoli Antonio Ortiz Echagüe (1883-1942) ed Eduardo Chicharro y Agüera (1873-1949) , affascinati dagli aspetti della cultura tradizionale locale. La cittadina sarda, diventò così centro di elaborazione di un linguaggio pittorico autoctono, ma con ispirazione iberica. Divenne, quindi negli anni un crocevia obbligato per la formazione artistica dei più grandi pittori del Novecento, molti dei quali vi soggiornarono in periodi più o meno lunghi.

## Le tematiche
Sia stilisticamente che tematicamente, esse offrono una panoramica completa delle tendenze artistiche del XX secolo. 
Essendo una collezione molto varia, non omogenea e priva di un tema espressivo ben preciso è stato scelto un criterio espositivo che valorizzi le opere nella loro diversità. 
Le tematiche trattate nelle opere sono diverse, ritroviamo infatti dei temi tradizionali ma anche paesaggi trattati secondo tendenze espressionistiche. Varietà di stili dunque, di periodi storici, ma sempre grandi personalità artistiche che hanno segnato la storia dell'arte, non solo di Atzara, ma dell'intera Sardegna.

## Gli artisti
Antonio Ballero, Giuseppe Biasi, Filippo Figari, Mario Delitala, Carmelo Floris, Stanis Dessy, Antonio Ortiz Echague, Antonio Corriga, Vittorio Tolu, Bernardino Palazzi, Pietro Antonio Manca, Mauro Manca, Gino Frogheri, Antonio Atza, Gavino Tilocca, Valerio Pisano, Liliana Cano, Giovanni Antonio Medda in arte Megian, Michelle Pisapia e tanti altri le cui opere fanno parte della ricca esposizione.